# Acrorumohra undulata
Acrorumohra undulata là một loài dương xỉ trong họ Dryopteridaceae. Loài này được Bedd. Ching mô tả khoa học đầu tiên năm 1964.